# 堀川昌利
堀川 昌利（ほりかわ まさとし、1967年9月1日 - ）は、広島県出身のプロゴルファー。

## 来歴
1985年から松永カントリークラブでプロ・アマ・研修生により行われている「ミッドサマーオープン」では1993年に十亀賢二・吉野展弘を抑えて優勝し、1994年には秋富由利夫と並んでの5位タイに入った。
1993年のキャスコ岡山オープンでは宮田孝誠・山本己沙雄・吉野・松永一成に次ぎ、十亀賢二・田中文雄を抑えての6位に入った。
ジュニア時代の先輩である河村雅之のキャディを務めたりしていたが、1996年のNST新潟オープンでは最終日も順調にスコアを伸ばす選手が多い中、同じ最終組の河村を1打差抑えて逆転優勝。
1996年のアコムインターナショナルでは初日に17点で単独首位に立ち、1997年のブリヂストンオープンでは練習ラウンドでパターを開いて構えていることを河村に指摘されて気がつき、初日には8バーディ、2ボギーで尾崎将司と共に首位タイで並んだ。
1999年の中四国オープンでは松永と並んでの6位タイに入り、2004年のミズノオープンを最後にレギュラーツアーから引退。

## 主な優勝
- 1993年 - ミッドサマーオープン
- 1996年 - NST新潟オープン